# شريف أباد (حسين أباد كرمان)
شریف أباد (بالفارسية: شریف‌آباد) هي منطقة سكنية تقع في إيران في Hoseynabad Rural District. يقدر عدد سكانها بـ 717 نسمة بحسب إحصاء 2016.